# E:87600
E:87600 es el quinto álbum de estudio de la banda mexicana Elefante. Es el primer álbum independiente de la banda producida bajo su propio sello discográfico: Marila Récords. Fue publicado el 1 de marzo de 2012. Con este álbum, la banda celebra 10 años de trayectoria desde la salida de su primer álbum en 2001.
El nombre fue puesto por Flavio López "Ahis", que durante un tiempo libre, hizo una operación en una calculadora que le dio el número 87,600 , que significan las horas que han estado trabajando durante 10 años (24 x 365 x 10 = 87600).
Este álbum presenta 13 nuevas canciones en diferentes géneros como Ska (Qué más da), o la balada (Y algo más).
Los primeros sencillos presentados fueron "Si te vas" y "Son del corazón".

## Lista de canciones[5]
Todas las canciones son compuestas por Rafael López Arellano, excepto "Se fue", por Flavio López Arellano.

| N.º | Título                  | Duración |  |
| 1.  | «Adiós»                 | 3:28     |  |
| 2.  | «Qué Más Da»            | 3:41     |  |
| 3.  | «Junto a Ti»            | 3:42     |  |
| 4.  | «Mariposas en el Cielo» | 3:34     |  |
| 5.  | «Llueve Sobre Mojado»   | 3:44     |  |
| 6.  | «Son del Corazón»       | 3:21     |  |
| 7.  | «Si Te Vas»             | 3:50     |  |
| 8.  | «Quiero Ser»            | 4:20     |  |
| 9.  | «Alma Gemela»           | 4:12     |  |
| 10. | «Buscando»              | 3:02     |  |
| 11. | «Se Fue»                | 4:05     |  |
| 12. | «"Bendito" Amor»        | 3:20     |  |
| 13. | «Y Algo Más»            | 3:12     |  |

## Créditos
- Javier Ortega Cantero "Javi" -  Vocales
- Rafael López Arellano "Rafa" - Guitarra eléctrica, compositor
- Flavio López Arellano "Ahis" - Guitarra acústica, compositor (Se Fue)
- Luis Pórtela "Gordito Tracks" - Bajo
- Iván Antonio Suárez "Iguana" - Batería, percusiones

Músicos invitados
- Francisco Barajas, Missael Oseguera - Trompetas, saxofón (Que Más Da)

## Curiosidades
- El video oficial de "Son del corazón" fue grabado en los talleres de mantenimiento del Metro de la Ciudad de México.
- "Que más da" contó con la colaboración de la sección de metales de la banda de ska: Panteón Rococó.
- La banda considera este álbum como "el mejor en su historia".
- Durante su promoción, diferentes reporteros preguntaron su situación con Reyli Barba. Rafa aclaró que nunca tuvieron problemas, y que siguen siendo amigos a pesar de la distancia después de su salida en 2003.
- El arte del álbum fue propuesto por Iván Suárez "Iguana" y Luca Beret.